# Cymoriza inthanonensis
Cymoriza inthanonensis là một loài bướm đêm trong họ Crambidae.